# Moschea di Saint-Pierre
La moschea di Saint-Pierre, detta anche Attyab oul Massâdjid, è una moschea situata nel centro di Saint-Pierre, comune ubicato sull'isola francese di Riunione. Essa venne costruita tra il 1972 e il 1975 per rimpiazzare una precedente moschea inaugurata nel 1913. La moschea dispone inoltre di un minareto alto 42 metri.